# Al-Anfal

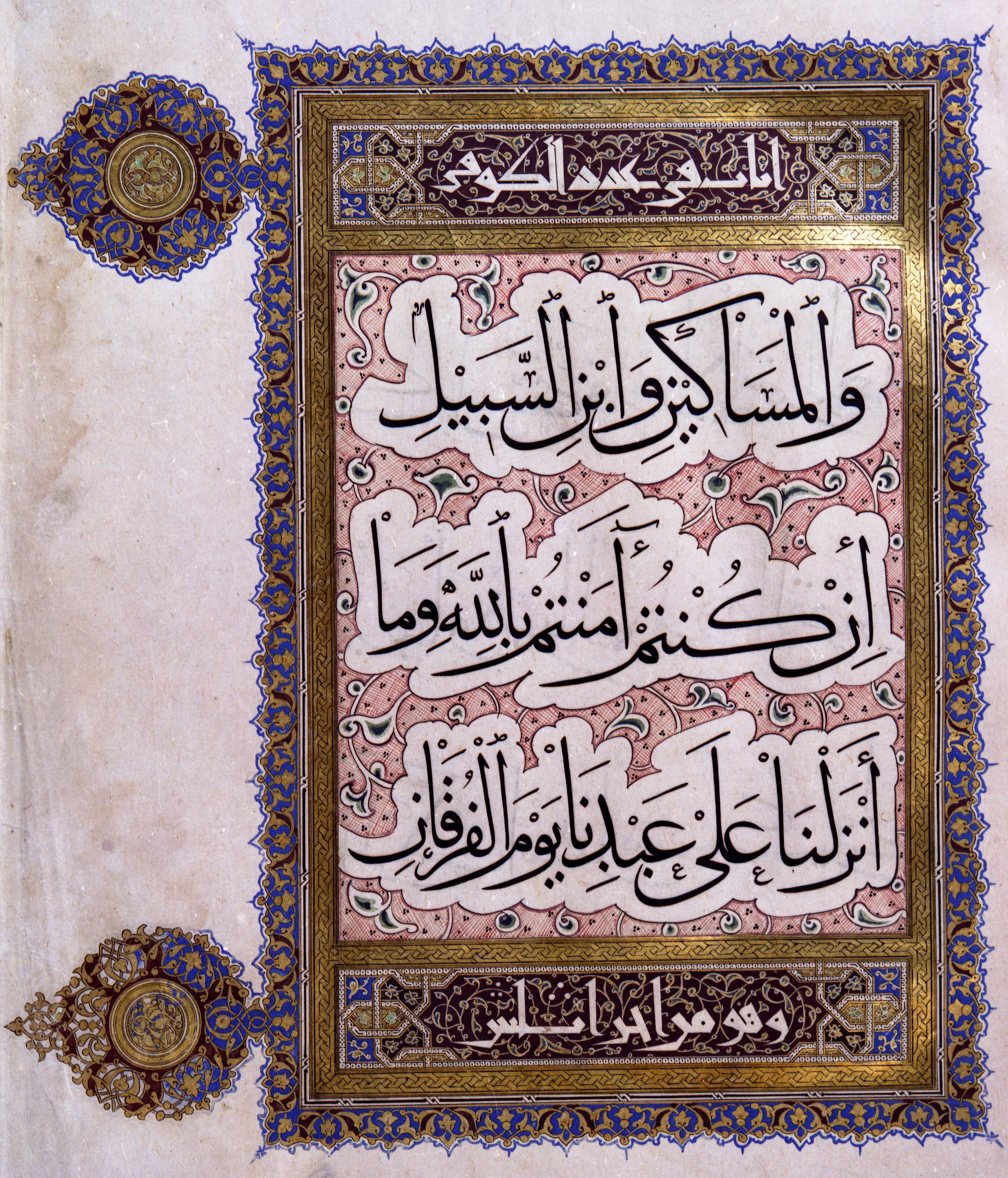
Página inicial del juz' 10 del Corán copiado por Ahmad al-Suhrawardi, con el versículo 41 del capítulo Al-Anfal. Bagdad, ca. 1305–1307. Museo de la Era Islámica

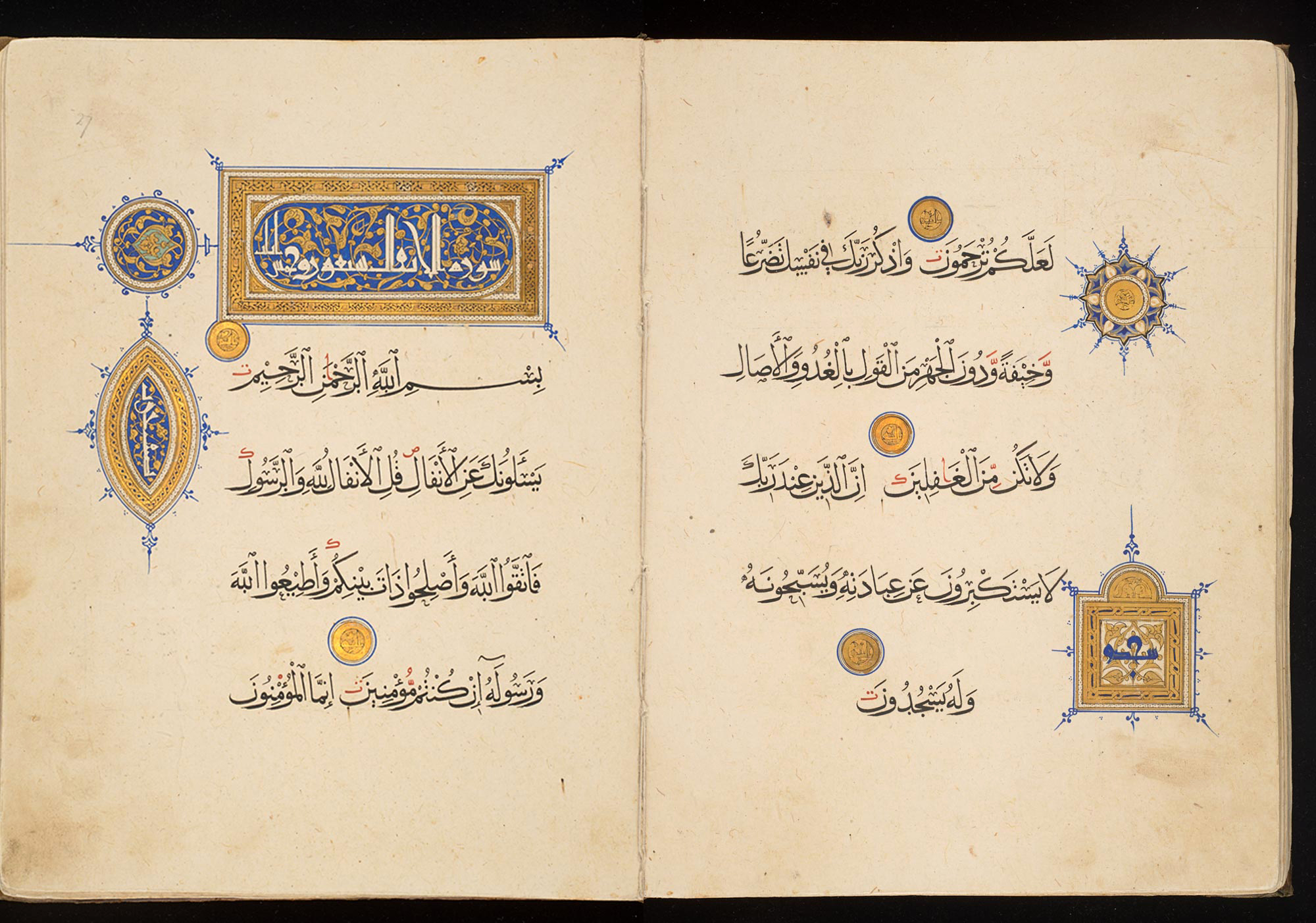
Doble página del Corán del sultán Barquq con título para el capítulo Al-Anfal. Guión Rayhani. El Cairo, c. 1370 - 1375. biblioteca británica

Al-Anfāl (en árabe: ٱلأنفال‎   , al-ʾanfāl ; traducido como 'El Botín') es el octavo capítulo o «azora» del Corán, el libro sagrado musulmán, y se compone de 75 versos o «aleyas». Forma pareja con la siguiente azora, At-Tawba.
Según el eminente filósofo musulmán Abul A'la Maududi, el capítulo probablemente fue revelado (wahy) en el año 2 de la Hégira. Se considera una de las azoras medinesas del Corán, pues el contexto de la revelación (asbāb al-nuzūl) tuvo lugar en Medina, tras la Batalla de Badr. Éste fue el primer enfrentamiento entre los mecanos y los primeros musulmanes que provenían de Medina después de huir allí por la persecución en La Meca. Como contiene un extenso estudio punto por punto de la Batalla, da la idea de que lo más probable es que se revelara casi al mismo tiempo. Sin embargo, también es posible que ciertas aleyas tratando las consecuencias derivadas de la batalla fuesen agregadas posteriormente.

## Nombre
El nombre Al-Anfal (traducible como 'botín de guerra') desde la primera aleya. La palabra utilizada en la aleya es الْأَنفَالِ. La palabra أَنفَال alude a lo que se obtiene como suma adicional a lo que se requiere. Se cubre una perspectiva muy sutil al emplear esta palabra: la recompensa de emprender la yihad para Dios se salva permanentemente con Dios. Aparte de este premio, el botín de guerra que se recoge de los Incrédulos es una oferta adicional para tales individuos; antes del Día del Juicio, el Todopoderoso los otorga a los participantes de la guerra.